# أندرياس بيلد
أندرياس بيلد (بالسويدية: Andreas Bild)‏ هو لاعب كرة قدم سويدي في مركز الوسط، ولد في 3 أكتوبر 1971. لعب مع نادي أوسترس ونادي برومابويكارنا ونادي هاماربي.

## وصلات خارجية
- أندرياس بيلد على موقع الاتحاد الدولي (مؤرشف)  (الإنجليزية)
- أندرياس بيلد على موقع اتحاد السويد (السويدية)
- أندرياس بيلد على موقع قاعدة بيانات كرة القدم.إي يو (الإنجليزية)
- أندرياس بيلد على موقع ناشيونال فوتبول تيمز (الإنجليزية)